# Murailles de Ségovie
Les Murailles de Ségovie sont les restes de l'enceinte entourée de murailles d'origine médiévale de la ville espagnole de Ségovie.

## Description

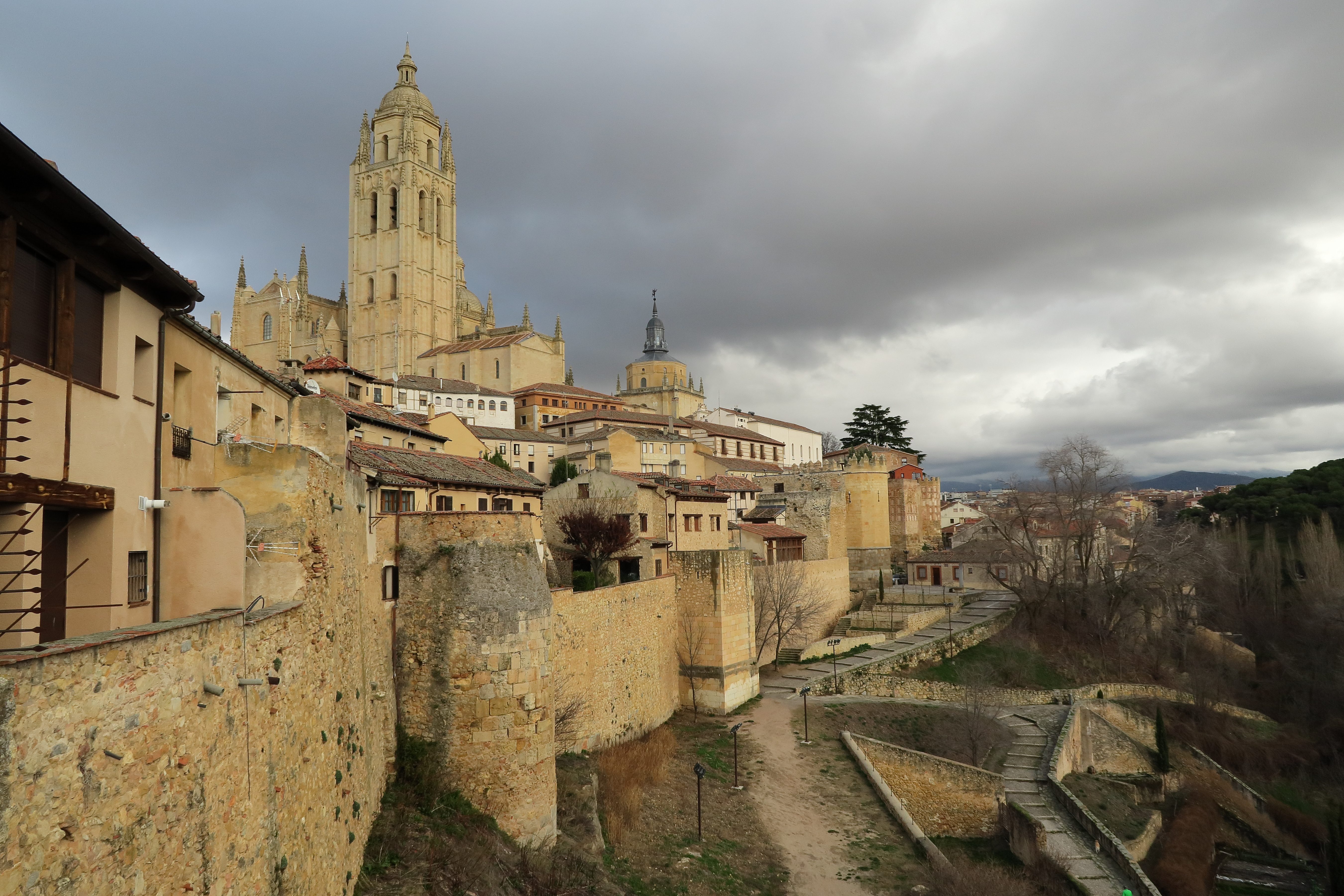
Muraille sud-ouest

Les murailles de la ville de Ségovie constituaient un circuit fortifié de quelque 2 250 mètres de longueur, 9 mètres de hauteur moyenne et 2,50 mètres d'épaisseur. La majeure partie de l'enceinte correspondrait aux XIe et XIIe siècles, avec des rénovations importantes effectuées les siècles postérieurs.

## Notes

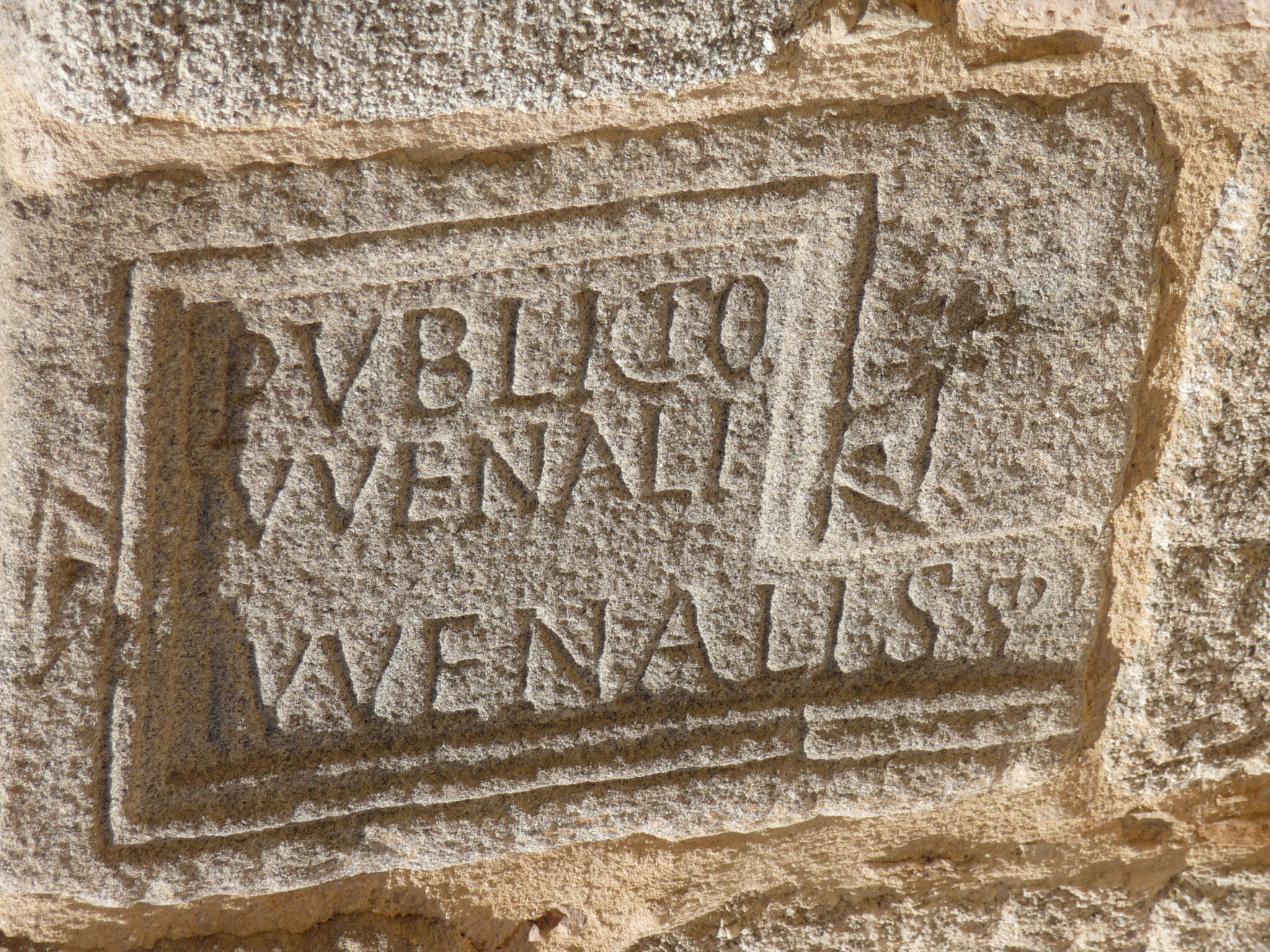
Épigraphe roman sur une tourelle de la muraille